# Сарджент-Блаф (Айова)
Сарджент-Блаф (англ. Sergeant Bluff) — місто (англ. city) в США, в окрузі Вудбері штату Айова. Населення — 5015 осіб (2020).

## Географія
Сарджент-Блаф розташований за координатами 42°23′58″ пн. ш. 96°21′18″ зх. д. / 42.39944° пн. ш. 96.35500° зх. д. (42.399513, -96.355046).  За даними Бюро перепису населення США в 2010 році місто мало площу 5,47 км², з яких 5,46 км² — суходіл та 0,00 км² — водойми. В 2017 році площа становила 7,58 км², з яких 7,57 км² — суходіл та 0,00 км² — водойми.

## Демографія
Згідно з переписом 2010 року, у місті мешкало 4227 осіб у 1464 домогосподарствах у складі 1142 родин. Густота населення становила 773 особи/км².  Було 1499 помешкань (274/км²).
Расовий склад населення:
| - 93,1 % — білих - 2,1 % — азіатів - 1,1 % — чорних або афроамериканців - 0,8 % — корінних американців - 1,0 % — осіб інших рас |

До двох чи більше рас належало 1,9 %. Частка іспаномовних становила 3,3 % від усіх жителів.
За віковим діапазоном населення розподілялося таким чином: 32,1 % — особи молодші 18 років, 58,6 % — особи у віці 18—64 років, 9,3 % — особи у віці 65 років та старші. Медіана віку мешканця становила 35,5 року. На 100 осіб жіночої статі у місті припадало 95,8 чоловіків;  на 100 жінок у віці від 18 років та старших — 95,0 чоловіків також старших 18 років.
Середній дохід на одне домашнє господарство  становив 83 649 доларів США (медіана — 82 419), а середній дохід на одну сім'ю — 90 048 доларів (медіана — 91 786). За межею бідності перебувало 15,4 % осіб, у тому числі 28,2 % дітей у віці до 18 років та 15,2 % осіб у віці 65 років та старших.
Цивільне працевлаштоване населення становило 2186 осіб. Основні галузі зайнятості: освіта, охорона здоров'я та соціальна допомога — 27,4 %, роздрібна торгівля — 16,1 %, виробництво — 11,8 %, мистецтво, розваги та відпочинок — 8,7 %.